# نيرمبرجيه
نِيْرَمْبِرْجِيَه (الاسم العلمي: Nierembergia) واسمها الشائع زهرة الكأس، جنس من النباتات المُزهرة تتبع فصيلة الباذنجانية . سميت على اسم اليسوعي والصوفي الأسباني خوان خوان يوسيبيو نيرمبرغ (1595-1658).
موطنها الأصلي في شمال شرق الأرجنتين، شمال غرب الأرجنتين، جنوب الأرجنتين، بوليفيا، جنوب البرازيل، جنوب شرق البرازيل، وسط تشيلي، كولومبيا، الإكوادور، وسط المكسيك، شمال شرق المكسيك، جنوب غرب المكسيك، باراغواي، بيرو، أوروغواي.
المناطق المُدخلة إليها: بوتسوانا ، محافظة الكيب، الولاية الحرة، موزمبيق، نيو ساوث ويلز، المقاطعات الشمالية (في جنوب إفريقيا)، فنزويلا، زمبابوي.

## أنواع مختارة
- Nierembergia espinosae
- Nierembergia linariifolia
- Nierembergia rivularis
- Nierembergia scoparia (cupflower)
- Nierembergia veitchii